# Síndrome da dilatação vólvulo-gástrica

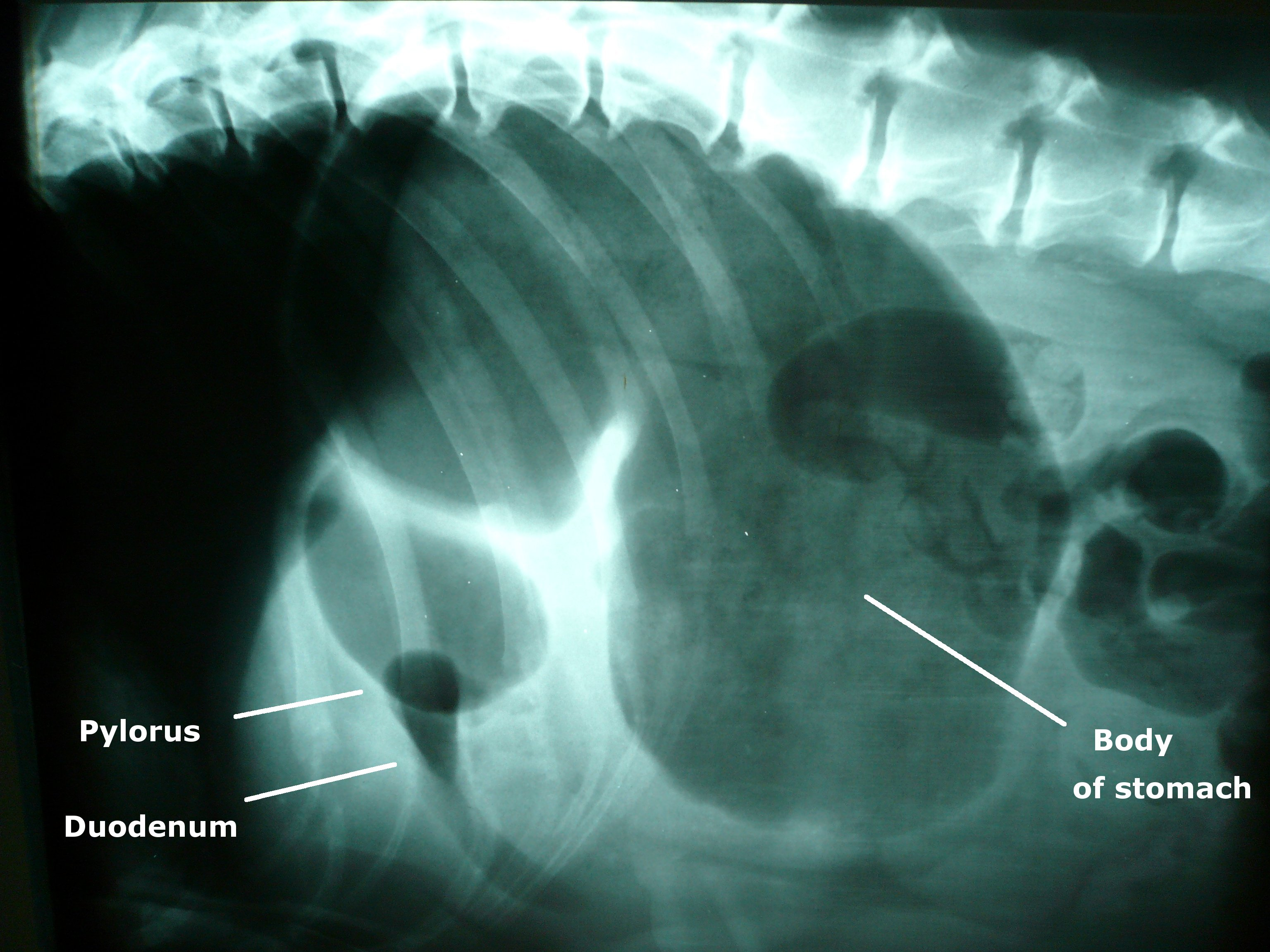
Raio-x do torax um cão
torção do estômago

Síndrome da Dilatação-Vólvulo Gástrico (Gastric Dilatation-Volvulus - GDV) é uma deficiência proveniente do mau posicionamento do estômago de cães. Requer pronto atendimento cirúgico e clínico.
As raças Fila Brasileiro, Dogue Alemão, São Bernardo, Rottweiler, Setter Irlandês e Weimaraner, são a mais afetadas, por terem a cavidade torácica profunda e grande.